# Jesenice (miasto w Słowenii)
Jesenice – miasto w północno-zachodniej Słowenii, siedziba gminy Jesenice. Według stanu na dzień 1 stycznia 2016 roku liczy 12 923 mieszkańców.
W mieście rozwinął się przemysł hutniczy.